# Girls Only
Pour plus de détails, voir Fiche technique et Distribution.
Girls Only ou En attendant au Québec (Laggies), est une comédie dramatique américaine réalisée par Lynn Shelton et écrite par Andrea Seigel, sorti en 2014.
Le film été présenté le 17 janvier 2014 au festival du film de Sundance 2014.

## Synopsis
Megan, une femme de 28 ans, prend peur lorsque son fiancé la demande en mariage. Pour le fuir, elle prétexte une sorte de retraite spirituelle, alors qu'elle passe en réalité la semaine à traîner avec des amis qui ne sont encore que des lycéens. Par la suite, elle part s'isoler dans la maison de sa nouvelle amie, une fille de 16 ans, Annika, qui vit avec son père célibataire, Craig, afin de savoir où elle en est dans sa vie.

## Fiche technique
- Titre original : Laggies
- Titre français : Girls Only
- Titre québécois : En attendant
- Réalisation : Lynn Shelton
- Scénario : Andrea Seigel
- Production : Alix Madigan, Craig Chapman, Kevin Scott Frankes, Kyle Dean Jackson, Myles Nestel, Raj Singh Brinder, Rosalie Swedlin et Steve Golin
- Société de production : Anonymous Content, BR Capital Group, Merced Media Partners, PalStar Entertainment, Siren Digital - Hollywood, Solution Entertainment et Group
- Société de distribution : A24 (USA), Condor Entertainment (France)
- Budget : 15 000 000 $
- Pays d'origine : États-Unis
- Langue d'origine : anglais
- Genre : comédie dramatique
- Durée : 99 minutes
- Dates de sortie :
  - États-Unis : 17 janvier 2014 (Festival du film de Sundance 2014) ; 24 octobre 2014 (sortie nationale)
  - France : 13 mai 2015

## Distribution
- Keira Knightley (VF : Sybille Tureau ; VQ : Mélanie Laberge) : Megan

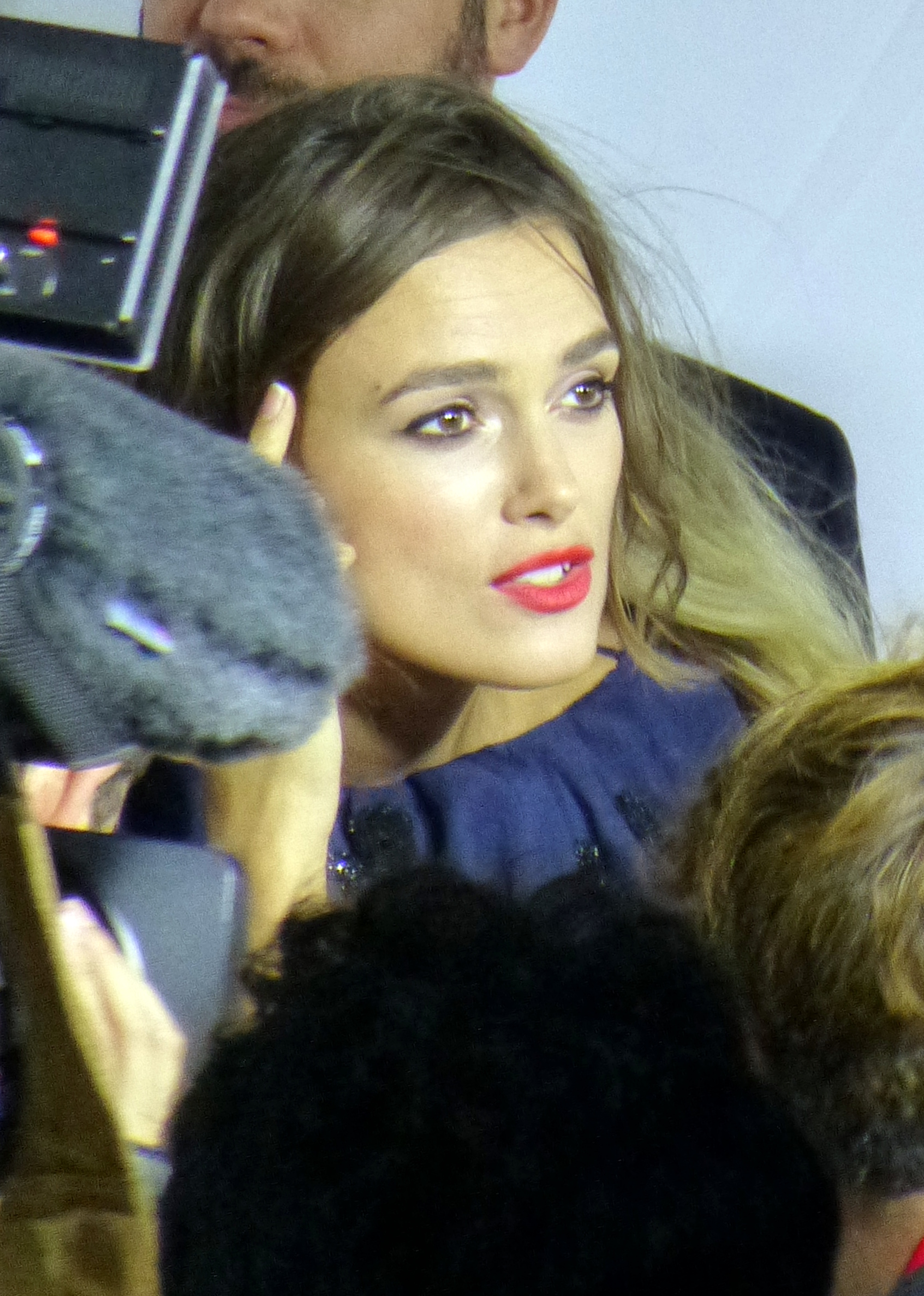
L'actrice principale Keira Knightley à la première internationale du film au TIFF 2014.

- Chloë Grace Moretz (VF et VQ : Ludivine Reding) : Annika
- Sam Rockwell (VF : Sébastien Reding ; VQ : Gilbert Lachance) : Craig, le père d'Annika
- Gretchen Mol : Bethany, la mère d'Annika
- Jeff Garlin (VQ : Guy Nadon) : Ed, le père de Megan
- Mark Webber (VQ : Sébastien Reding) : Anthony, le fiancé de Megan
- Ellie Kemper (VF : Célia Gouin-Arsenault ; VQ : Manon Arsenault) : Allison, une amie de Megan
- Sara Coates (VQ : Geneviève Désilets) : Savannah, une amie de Megan
- Kaitlyn Dever (VQ : Célia Gouin-Arsenault) : Misty, une amie d'Annika
- Daniel Zovatto : Junior
- Dylan Arnold : Patrick
- Tiya Sircar : Zareena
- Eric Riedmann : Matt

 Source et légende : version française (VF) sur RS Doublage et selon le carton du doublage français sur le DVD zone 2
 Source et légende : version québécoise (VQ) sur Doublage.qc.ca

## Production

### Casting
Avant Keira Knightley, Anne Hathaway devait tenir le rôle de Megan. Elle a cependant du quitter la production en raison de conflit d'emploi du temps avec son prochain projet.

### Tournage
Le tournage a débuté la première semaine de juin 2013 à Seattle.

## Distinctions

### Sélections
- Festival du film de Sundance 2014[6]
- Festival international du film de Toronto 2014 : sélection « Gala Presentations »